# Joanna Barnes
Joanna Barnes (* 15. November 1934 in Boston, Massachusetts; † 29. April 2022 in Sea Ranch, Kalifornien) war eine US-amerikanische Schauspielerin und Schriftstellerin.

## Leben
Das Haus in Boston, in dem Joanna Barnes aufwuchs, gehörte seit 1634 ihrer Familie. Sie absolvierte die Milton Academy und 1956 das Smith College, wo sie Redakteurin bei der Collegezeitung war und den Schlüssel der Ehrengesellschaft Phi Beta Kappa erhielt.
Nach dem College strebte sie eigentlich eine schreibende Tätigkeit an, wurde aber von der Schauspielerin Carmel Myers zu den Columbia Studios geschickt. Dort wurde sie als Schauspielerin unter Vertrag genommen. Für die Rolle der Gloria Upson in Die tolle Tante erhielt sie eine Nominierung für den Golden Globe Award. Sie spielte die Jane Parker in Tarzan, der Herr des Urwaldes und die Claudia Marius in Stanley Kubricks Film Spartacus. Größere Rollen hatte sie auch in Goodbye Charlie von Vincente Minnelli, in Die Gewaltigen von Burt Kennedy und in Die nackten Tatsachen von Alexander Mackendrick. 
Sie trat auch in zwei Verfilmungen von Erich Kästners Roman Das doppelte Lottchen auf: 1961 in Die Vermählung ihrer Eltern geben bekannt spielte sie die Vicky Robinson, die den Vater der Zwillinge heiraten will, um an dessen Geld zu kommen. 1998 in Ein Zwilling kommt selten allein hieß die entsprechende Figur Meredith Blake und wurde von Elaine Hendrix dargestellt. Joanna Barnes spielte die Mutter dieser Figur, Vicki Blake.
Joanna Barnes war in vielen Serien zu sehen, sie hatte Gastrollen in so erfolgreichen Serien wie Maverick, Die Unbestechlichen, 77 Sunset Strip, Alias Smith und Jones, Dr. med. Marcus Welby, Quincy, Drei Engel für Charlie, Trapper John, M.D., Hart aber herzlich, Remington Steele oder Mord ist ihr Hobby. 
In 21 Beacon Street hatte sie die Rolle der Lola, eine der Hauptrollen, und in The Trials of O’Brien spielte sie die Ex-Frau von Daniel O’Brien (Peter Falk). Ab 1965 gehörte sie mehrfach dem Rateteam in der sehr erfolgreichen Unterhaltungsshow What’s My Line an. Ihr schauspielerisches Schaffen für Film und Fernsehen umfasst 100 Produktionen. Zuletzt trat sie im Jahr 2000 in Erscheinung.
Joanna Barnes wurde mehrfach von Bettina Schön synchronisiert, aber auch von Regine Albrecht, Hallgerd Bruckhaus, Brita Sommer, Barbara Adolph und Doris Gallart.
Neben ihrer Karriere als Schauspielerin war Joanna Barnes auch als Autorin tätig. Schon früh schrieb sie eine wöchentliche Kolumne über Innendekoration namens Touching Home für den Chicago Tribune. Bald verfasste sie auch Bücherbesprechungen für die Los Angeles Times. Darüber hinaus veröffentlichte sie ab 1968 eigene Bücher, zunächst ein Buch über Innendekoration, danach die Romane The Deceivers, Who Is Carla Hart?, Pastora und Silverwood.
Joanna Barnes war dreimal verheiratet, zunächst kurz mit Richard Edward Herndon, von 1962 bis zur Scheidung 1967 mit dem Schauspieler Lawrence Dobkin und schließlich von 1980 bis zu dessen Tod am 17. Januar 2012 mit dem Architekten Jack Lionel Warner. Sie starb im April 2022 im Alter von 87 Jahren.

## Filmografie (Auswahl)

### Filme
- 1958: Bevor die Nacht anbricht (Home Before Dark)
- 1958: Die tolle Tante (Auntie Mame)
- 1959: Tarzan, der Herr des Urwaldes (Tarzan, the Apeman)
- 1960: Spartacus
- 1961: Die Vermählung ihrer Eltern geben bekannt (The Parent Trap)
- 1961: The Purple Hills
- 1964: Goodbye Charlie
- 1967: Die Gewaltigen (The War Wagon)
- 1967: Die nackten Tatsachen (Don’t Make Waves)
- 1998: Ein Zwilling kommt selten allein (The Parent Trap)

### Fernsehserien
- 1957–1958: Cheyenne (Folgen 3x05 und 3x18)
- 1957–1960: Maverick (fünf Folgen)
- 1959: 21 Beacon Street (elf Folgen)
- 1959: Hawaiian Eye (Folge 1x12)
- 1960: Dezernat M (M Squad, Folge 3x15)
- 1960: Richard Diamond, Privatdetektiv (Richard Diamond, Private Detective, Folge 4x06)
- 1961: Ein Playboy hat’s schwer (The Tab Hunter Show, Folgen 1x16 und 1x29)
- 1961: Die Unbestechlichen (The Untouchables, Folge 2x32)
- 1961: Unter heißem Himmel (Follow the Sun, Folge 1x12)
- 1962: Am Fuß der blauen Berge (Laramie, Folgen 3x15 und 4x02)
- 1962: Have Gun – Will Travel (Folge 6x13)
- 1963: The Beverly Hillbillies (Folgen 2x04 und 2x05)
- 1963: 77 Sunset Strip (Folge 6x07)
- 1964: Katy (The Farmer’s Daughter, Folge 1x32)
- 1965: Dr. Kildare (Folge 4x21)
- 1965–1966: The Trials of O’Brien (fünf Folgen)
- 1968: Mannix (Folge 2x12)
- 1969: The Name of the Game (Folge 2x08)
- 1971: Alias Smith und Jones (Alias Smith and Jones, Folgen 2x02 und 2x14)
- 1972: Hawaii Fünf-Null (Hawaii Five-0, Folge 4x22)
- 1973: Ein Sheriff in New York (McCloud, Folge 4x02)
- 1973: Dr. med. Marcus Welby (Marcus Welby, M.D., Folgen 4x21 und 5x13)
- 1973: The New Perry Mason (Folge 1x03)
- 1974: Planet der Affen (Planet of the Apes, Folge 1x14)
- 1975: Die knallharten Fünf (S.W.A.T., Folge 1x03)
- 1976: Quincy (Quincy, M. E., Folge 1x02)
- 1978–1979: Fantasy Island (Folgen 1x12, 2x06 und 2x25)
- 1979: Drei Engel für Charlie (Charlie’s Angels, Folge 4x09)
- 1980–1985: Trapper John, M.D. (Folgen 2x02 und 6x20)
- 1982: Hart aber herzlich (Hart to Hart, Folge 4x06)
- 1982: Barney Miller (Folgen 8x11 und 8x12)
- 1983: Remington Steele (Folge 2x10)
- 1986: Benson (Folgen 7x14 und 7x15)
- 1987: Mord ist ihr Hobby (Murder, She Wrote, Folge 4x05)
- 1989: Cheers (Folge 7x22)

## Nominierung
Bei den Golden Globe Awards 1959 war Joanna Barnes in der Kategorie Beste Nachwuchsdarstellerin für ihre Leistung in dem Film Die tolle Tante nominiert, konnte den Award aber nicht gewinnen.

## Bücher
An vielen Stellen werden die Bücher mehrerer Autorinnen mit dem Namen Joanna Barnes zusammen aufgelistet. 1988 schrieb die Los Angeles Times, dass Barnes an ihrem sechsten Buch, dem fünften Roman, arbeite, fast 20 Jahre später sagte Joanna Barnes in einem Interview bei dem britischen Fanzine Simian Scrolls, dass sie die Arbeit an ihrem sechsten Buch für den Umzug nach Nordkalifornien gestoppt habe.
Die Auflistung folgt der UC Santa Barbara Library. Die Library of Congress listet lediglich die vier Romane.
- Starting From Scratch: A Guide to Home Decorating. Hawthorn Books, New York 1968, LCCN 68-030709.
- The Deceivers. Arbor House, New York 1970, ISBN 978-0-87795-007-3.
- Who Is Carla Hart? Arbor House, New York 1973, ISBN 978-0-87795-039-4.
- Pastora. Arbor House, New York 1980, ISBN 978-0-87795-170-4.
- Silverwood. Simon & Schuster, New York 1985, ISBN 978-0-671-45940-6.